# Harry Babcock
Harold Stoddard „Harry“ Babcock (15. prosince 1890, Pelham Manor – 15. června 1965 Norwalk) byl americký atlet, který zvítězil na letních olympijských hrách 1912 ve skoku o tyči.

## Sportovní kariéra
Jeho původní atletickou disciplínou byl skok daleký, později se přeorientoval na skok o tyči. Byl v této disciplíně mustrem USA v letech 1910 a 1912, v roce 1911 vytvořil nejlepší světový výkon (386 cm).
Během americké kvalifikace v roce 1912 vytvořil jeho kolega Marc Wright první oficiální světový rekord výkonem 402 cm. Během samotné olympiády však Wright skočil pouze 385 cm a získal stříbrnou medaili. Babcock jako jediný překonal laťku 389 a 395 cm a vytvořil tak nový olympijský rekord. Na této olympiádě startoval také v desetiboji, ale závod nedokončil.